# All Out (2025)
O All Out 2025, também promovido como All Out: Toronto, será um evento pay-per-view (PPV) de luta livre profissional produzido pela promoção americana All Elite Wrestling (AEW). Será o sétimo All Out anual e ocorrerá no sábado, 20 de setembro de 2025, na Scotiabank Arena em Toronto, Ontário, Canadá. Excluindo o evento de 2020, que foi realizado no Daily's Place em Jacksonville, Flórida, devido à pandemia de COVID-19, este será o primeiro All Out a ser realizado fora da área metropolitana de Chicago, e a primeira vez que ocorrerá fora dos Estados Unidos.

## Produção

### Introdução

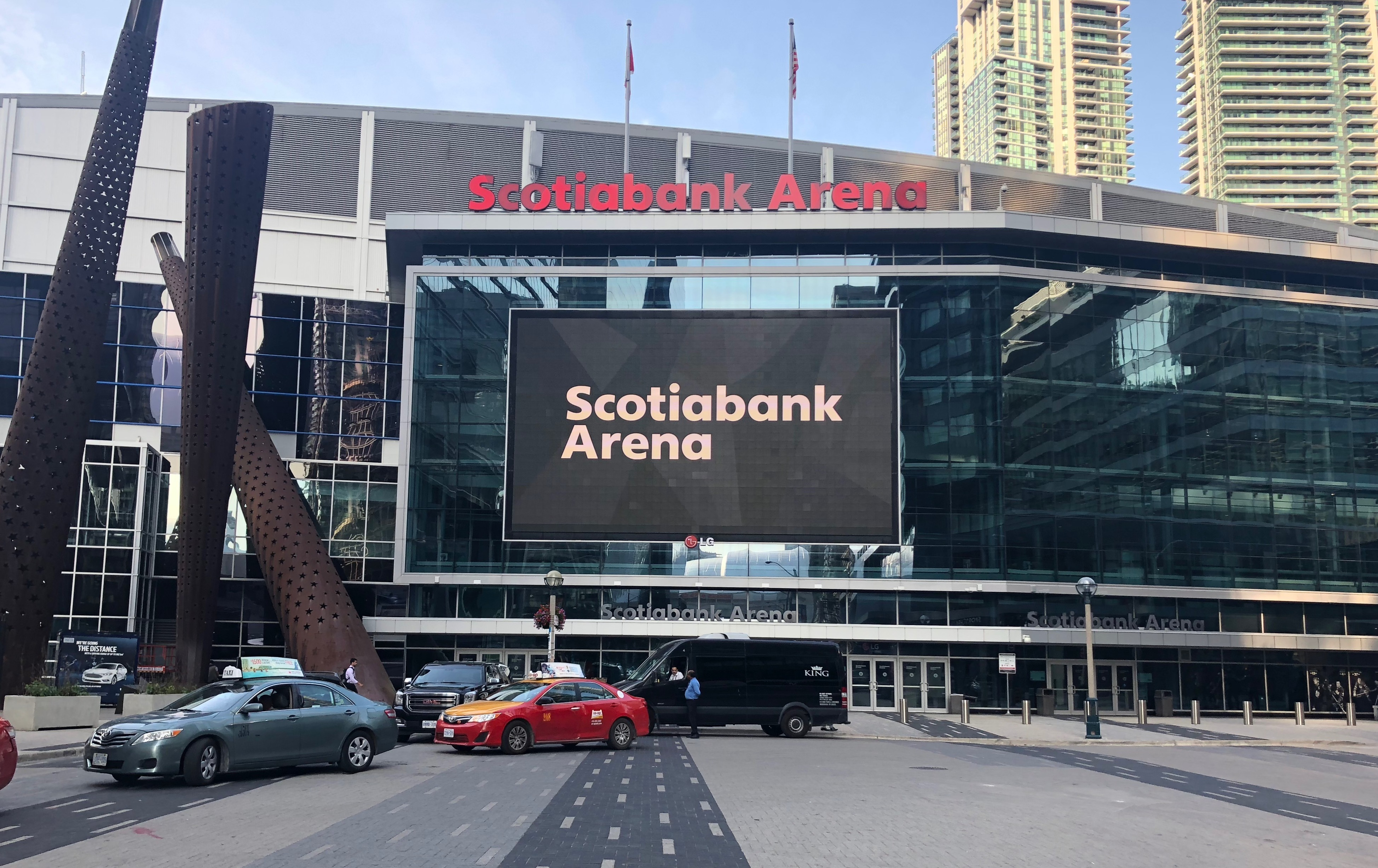
O evento será realizado na Scotiabank Arena em Toronto, Ontário, Canadá.

All Out é um evento anual pay-per-view (PPV) de luta livre profissional realizado em setembro pela All Elite Wrestling (AEW) desde 2019. Ele é um dos "Cinco Grandes" PPVs da AEW, que também inclui All In, Double or Nothing, Full Gear e Revolution, os cinco maiores shows anuais da empresa produzidos ao longo do ano.
Em 20 de maio de 2025, o Toronto Sun reportou que o sétimo All Out anual ocorrerá no sábado, 20 de setembro de 2025, na Scotiabank Arena em Toronto, Ontário, Canadá, quebrando a tradição da AEW de realizar o evento na área metropolitana de Chicago e, subsequentemente, nos Estados Unidos, já que todos os eventos anteriores à era da pandemia de COVID-19 foram realizados, ou na Now Arena no subúrbio de Hoffman Estates, Illinois, ou no United Center de Chicago para o evento de 2023. Este também será o segundo evento de PPV da AEW a ocorrer no Canadá e neste local, após o Forbidden Door em 2023. Os ingressos começaram a ser vendidos em 2 de junho.

### Rivalidades
All Out contará com combates de luta livre profissional que envolvem diferentes lutadores de rivalidades preexistentes e enredos. As histórias são produzidas nos programas semanais de televisão da AEW, Dynamite e Collision.